# Иска суло Ионио
Иска суло Ионио (итал. Isca sullo Ionio) је насеље у Италији у округу Катанцаро, региону Калабрија.
Према процени из 2011. у насељу је живело 386 становника. Насеље се налази на надморској висини од 183 м.

## Становништво
| 1951. | 1961. | 1971. | 1981. | 1991. | 2001. | 2011. |
| ----- | ----- | ----- | ----- | ----- | ----- | ----- |
| 3.340 | 2.846 | 2.357 | 2.038 | 1.708 | 1.586 | 1.614 |